# Una natura enigmatica
Una natura enigmatica (in russo Загадочная натура?, Zagadočnaâ natura) è un racconto di Anton Čechov pubblicato per la prima volta nel 1883.

## Trama
Sui divani di uno scompartimento di prima classe viaggia, semisdraiata, una giovane donna la quale conversa con un giovane funzionario governativo di nome Vol’demar, seduto sul divano di fronte. Vol’demar è anche scrittore di racconti sulla «vita del gran mondo». La giovane donna, bella ed elegante, invita lo scrittore a raccontare la sua triste vita («Sono una infelice! Sono una martire alla Dostoevskij») a partire dalla sua infelice giovinezza: famiglia di impiegati, padre ubriacone e poi «l'educazione assurda del collegio, la lettura di stupidi romanzi, errori di gioventù, il primo timido amore [...] Desideravo ardentemente di vivere un'esistenza umana!»). L'infelice giovinezza della giovane donna ricorda a Vol’demar quella di Sonja di Delitto e castigo.
La giovane continua il racconto della sua vita: incontra «un ricco e vecchio generale», accetta di sposarlo soprattutto per far uscire dalla povertà la propria famiglia, ma la sua vita diviene ancor più infelice («Come erano per me insopportabili e bassamente volgari gli amplessi di quel generale [...]. C'erano dei momenti.... terribili momenti! Ma mi riconfortava il pensiero che il vecchio, se non oggi, domani sarebbe morto, che avrei cominciato a vivere come volevo, che mi sarei data all'uomo amato, che sarei stata felice»). La giovane dice che il vecchio generale è morto, che lei è ora libera, potrebbe sposare l'uomo che ama, ma la sua felicità si è nuovamente allontanata per un nuovo ostacolo. Vol’demar insiste di conoscere quale sia questo nuovo ostacolo, e la ragazza lo svela: «Un altro vecchio ricco...».

## Storia
Il racconto fu pubblicato sul numero 12, del 19 marzo 1883 del settimanale umoristico e letterario Oskolki (in russo Осколки?, Oskolki, in lingua italiana: Frammenti o Schegge), nelle pp. 4-5, firmato con lo pseudonimo "A. Čechontè". Una natura enigmatica fu poi inserito da Čechov nel 1886 nella raccolta intitolata "Racconti variopinti" (in russo Пёстрые рассказы?, Pëstrye rasskazy). Il racconto fu infine pubblicato nell'edizione delle Opere di Čechov dell'editore A. F. Marks.

## Critica
Per il formalista russo Viktor Šklovskij, la comicità di questo racconto è basata, oltre che su un intreccio nitido ed uno scioglimento inatteso comuni agli altri racconti di Čechov, sulla parodia del romanzo psicologico e sulla reiterazione:
(Viktor Šklovskij, «La struttura della novella e del romanzo». In: Teoria della prosa; traduzione di Cesare De Michelis e Renzo Oliva, Torino: Einaudi, 1976, p. 85)

## Edizioni
- A. Čechontè, «Zagadočnaâ natura», Oskolki numero 12 (19 marzo 1883), pp. 4-5
- Anton Pavlovič Čehov, Era lei!...: novelle umoristiche; versione integrale dal russo di Giovanni Faccioli, Torino: Slavia, 1929
- Anton Čechov, Racconti e novelle; a cura di Giuseppe Zamboni; traduzione di Giovanni Faccioli, introduzione di Emilio Cecchi; appendice critica a cura di Maria Bianca Luporini, Coll. I grandi classici stranieri, Firenze: G. C. Sansoni, 1963, Vol. I, pp. 23-25